# 31637 Bhimaraju
31637 Bhimaraju è un asteroide della fascia principale. Scoperto nel 1999, presenta un'orbita caratterizzata da un semiasse maggiore pari a 2,5363187 UA e da un'eccentricità di 0,0935450, inclinata di 1,90926° rispetto all'eclittica.